# Izak Barend Salomon
Izak Barend Salomon (Utrecht, 1 augustus 1863 – Theresienstadt, 14 februari 1945) was een Nederlands ondernemer.
Hij werd geboren in het gezin van Barend Salomon en Rebekka Eberst (overleden december 1913).
Izak Barend Salomon, ook wel Isaac Salomon/Salemon of Isidore Salomon, was handelaar in textielstoffen. Voorts was hij begenadigd biljarter. Hij nam regelmatig mee aan biljartwedstrijden en won bijvoorbeeld een 3e prijs in De Ysbreeker. Van zijn hand verschenen ook diverse uitgewerkte spelsituaties in De Telegraaf. Beide zaken kwamen samen in het door hem opgerichte Billardfabriek Wilhelmina, die ca. 1902 het levenslicht zag. Salomon bestierde zijn fabriek en handel uit diverse panden, de zaak groeide als kool. Eerst had hij een stoffenzaak in de Sint Anthoniebreestraat, vervolgens zat het bedrijf op de Vijzelstraat 27-29 (1902, dan nog onder zijn eigen naam I.B. Salomon biljartballen en -lakens), Nassaukade, Stadhouderskade 5 (1905) en in 1911 op het adres Stadhouderskade 127.
De fabriek is genoemd naar Wilhelmina Bloemgarten (Sittard, 27 mei 1874 – Amsterdam, 10 oktober 1962) met wie hij zich in april 1904 verloofde en op 22 mei 1905 in Sittard trouwde. Wellicht speelde ook mee dat de toenmalige koningin Wilhelmina der Nederlanden heette. Wilhelmina Bloemgarten stond plaatselijk bekend als Tante Mina. Het echtpaar bleef voor zover bekend kinderloos.
In 1929 vierde de biljartfabriek Wilhelmina haar vijfentwintigjarig bestaan. In 1941 werd de naam van de fabriek omgedoopt tot Billardfabriek J.Slot. "Wilhelmina" werd niet meer passend gevonden tijdens de bezetting door nazi-Duitsland. Na de Tweede Wereldoorlog kwam de oorspronkelijke naam weer terug, maar Izak Barend Salomon maakte dat niet meer mee. Hij en zijn vrouw werden tijdens de bezetting vanuit hun woning aan de De Lairessestraat 46 gedeporteerd naar het concentratiekamp nabij Theresienstadt. De doodsoorzaak van Izak is niet bekend, men vermoedt dat hij zelf een eind aan zijn leven heeft gemaakt om zijn vrouw een uitwijk te garanderen naar Zwitserland (uitwisseling), maar hij kan ook omgebracht zijn in het vernietigingskamp.